# Associação de Futebol do Chipre
A Associação de Futebol do Chipre (em grego: Κυπριακή Ομοσπονδία Ποδοσφαίρου, ΚΟΠ; romaniz.: Kypriakí Omospondía Podosféru, KOP) é o órgão que administra o futebol de Chipre, comandando os campeonatos nacionais e a Seleção Cipriota de Futebol. Sua sede se localiza na capital nacional, Nicósia.

## Historial no Campeonato da Europa[quando?]
- Participações: 0
- Ronda de qualificação:
  - Presenças: 10
  - Jogos: 75
  - Vitórias: 8
  - Empates: 10
  - Derrotas: 57
  - Golos marcados: 43
  - Golos sofridos: 215